# Pristimantis bustamante
Pristimantis bustamante es una especie de anfibio anuro de la familia Craugastoridae.

## Distribución geográfica
Esta especie es endémica de la provincia de San Ignacio en la región de Cajamarca en Perú. Se encuentra en Namballe entre los 2745 y 3016 m sobre el nivel del mar en la Quebrada del Vino.

## Descripción
Los machos miden de 14 a 15 mm y las hembras 21 mm.

## Etimología
Esta especie lleva el nombre en honor de la familia Bustamante de Bakersfield por su apoyo al estudio de la herpetología peruana.

## Publicación original
- Chaparro, Motta, Gutiérrez & Padial, 2012: A new species of Pristimantis (Anura: Strabomantidae) from Andean cloud forests of northern Peru. Zootaxa, n.º 3192, p. 39–48.[3]